# Solgraben (Usa)
Der Solgraben, auch Solegraben genannt, ist ein knapp ein Kilometer langer künstlich angelegter Wasserlauf in Bad Nauheim im hessischen Wetteraukreis, der aus nördlicher Richtung kommend in das Solebecken mündet.

## Geographie

### Verlauf
Der Solgraben beginnt auf einer Höhe von etwa 147 m ü. NN im Kurgebiet von Bad Nauheim an der Kreuzung der Lindenstraße mit der Zanderstraße auf einer erhöhten Terrasse am Rande eines Parks um den Gradierbau I (mit Inhalatorium). Seine warme Sole entstammt dem Sprudel VII (auch Großer Sprudel, aus 160 m Tiefe mit 30 °C) und dem Sprudel XII (auch Friedrich-Wilhelm-Sprudel, aus 180 m Tiefe mit 33 °C). Er fließt zunächst in östlicher Richtung entlang der Lindenstraße und biegt nach 75 m an der Goethestraße südsüdostwärts ab, fließt am Gradierbau I vorbei, unterquert den Eleonorenring an der Bushaltestelle Solgraben und läuft danach vorbei an schulischen Einrichtungen wie der Ernst-Ludwig-Schule und den Beruflichen Schulen am Gradierwerk. Er mündet schließlich auf einer Höhe von etwa 146 m ü. NN von Nordosten in das um 1850 angelegte Solebecken nahe dem Gradierbau III am Ludwigsbrunnen, wo die Sole vor dem Ausbringen weiter klären und bevorratet werden kann.

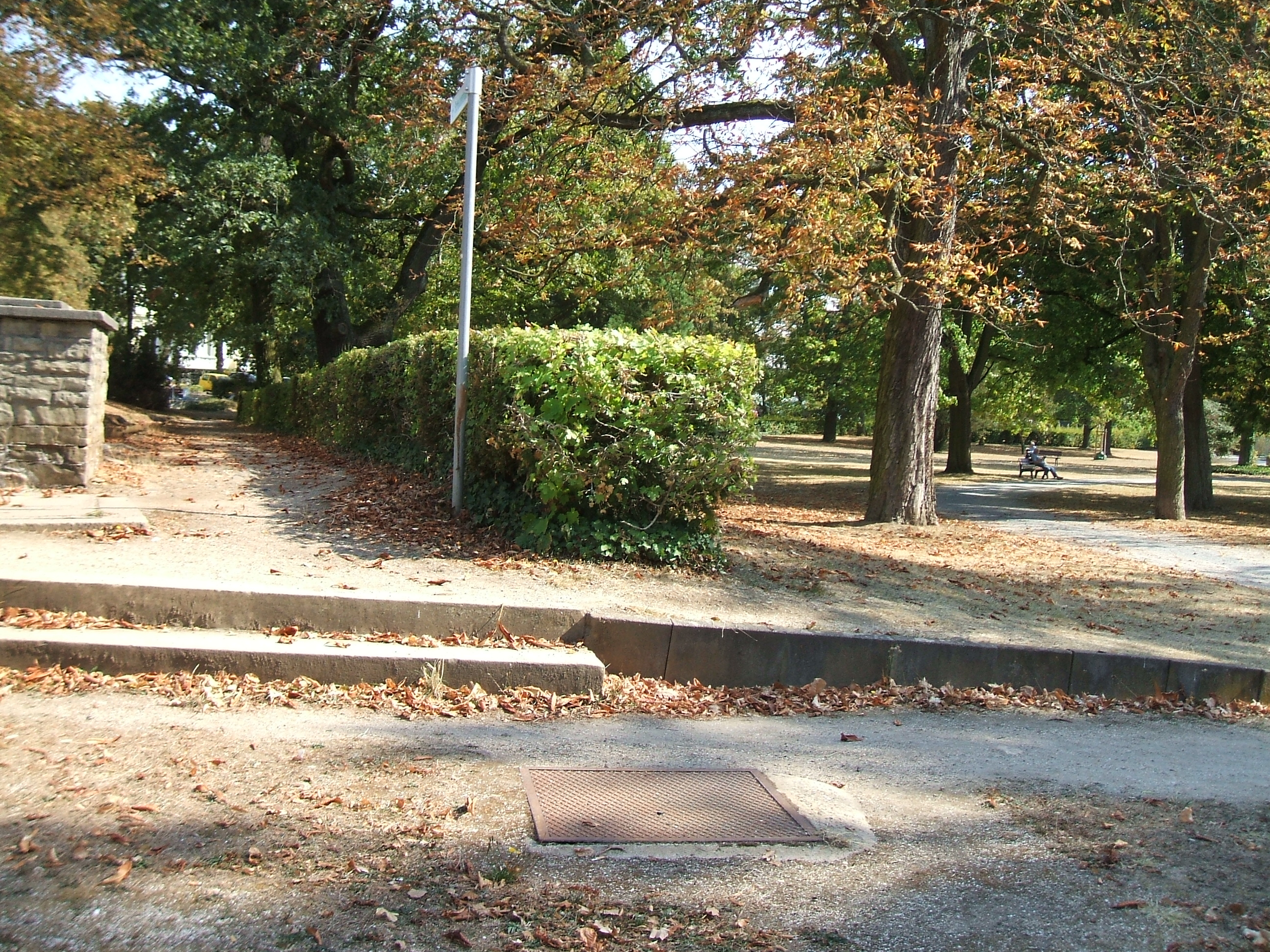
Los geht’s von einer aufgeschütteten Terrasse am Park mit dem Gradierbau I
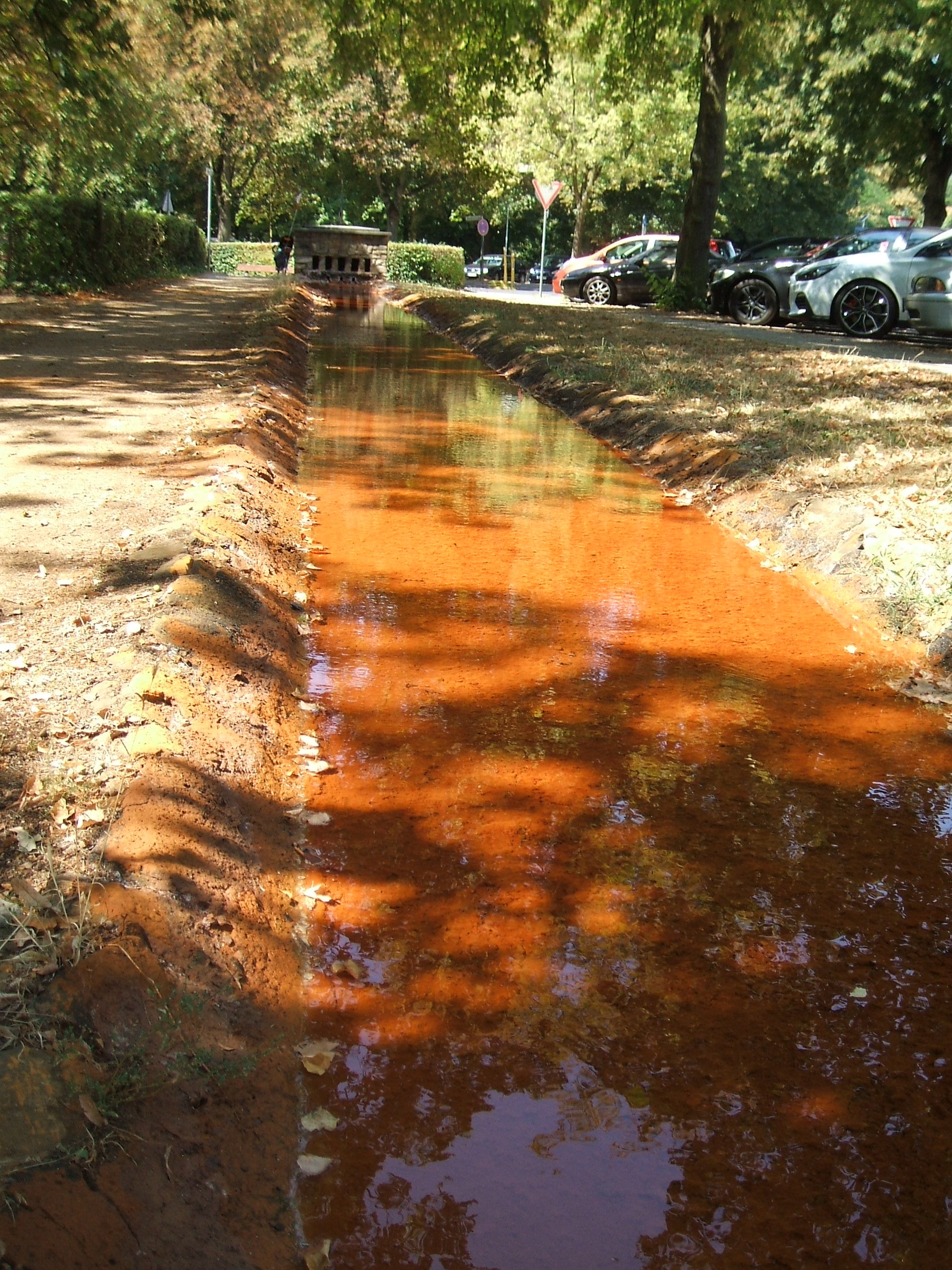
Der „Oberlauf“ des Solgrabens kurz nach Verlassen seiner „Quelle“ (im Hintergrund)
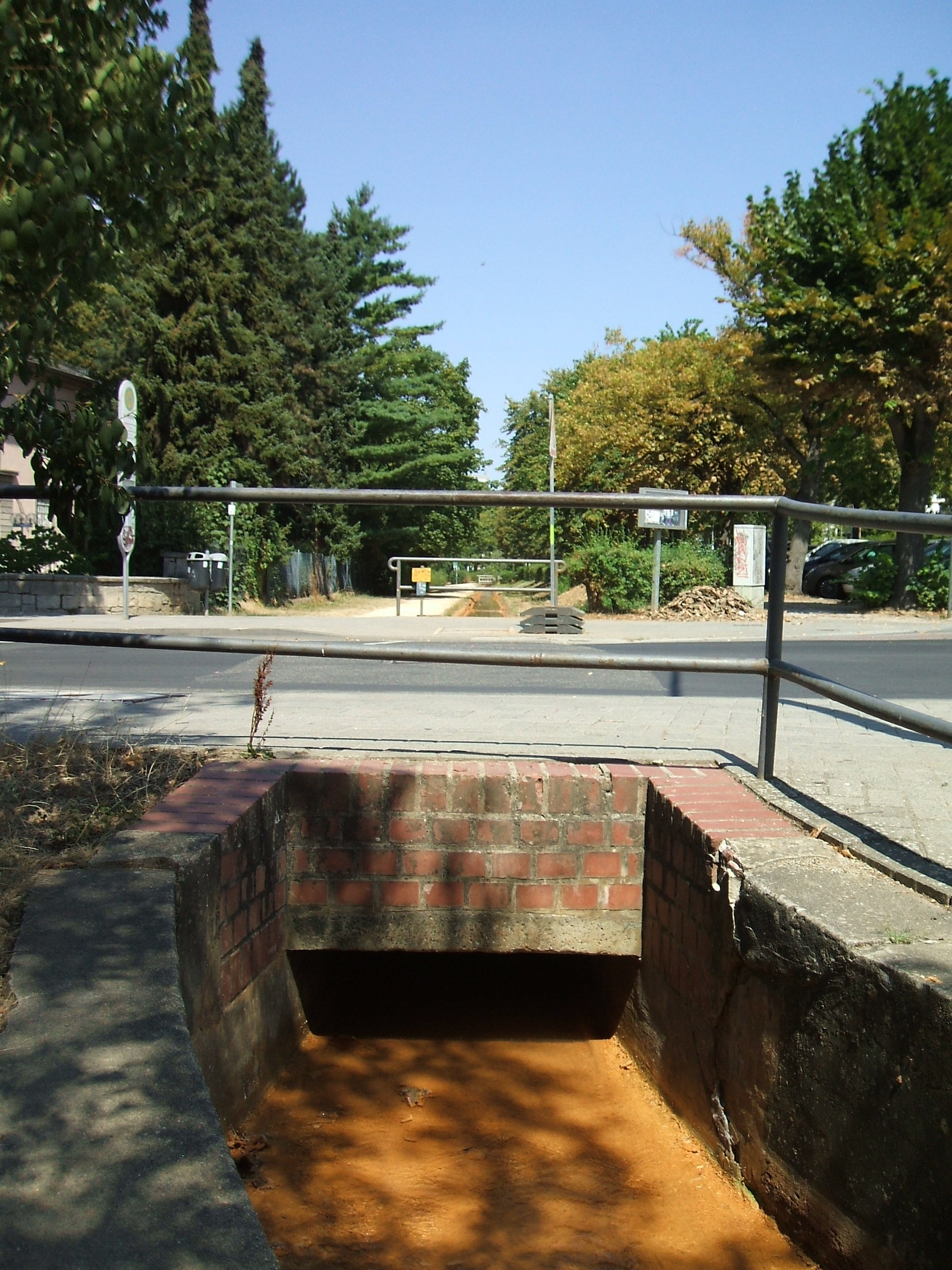
Die Sole fließt im Solgraben von Nordnordwesten her (im Bild hinten), links, im Westen fließt die Usa
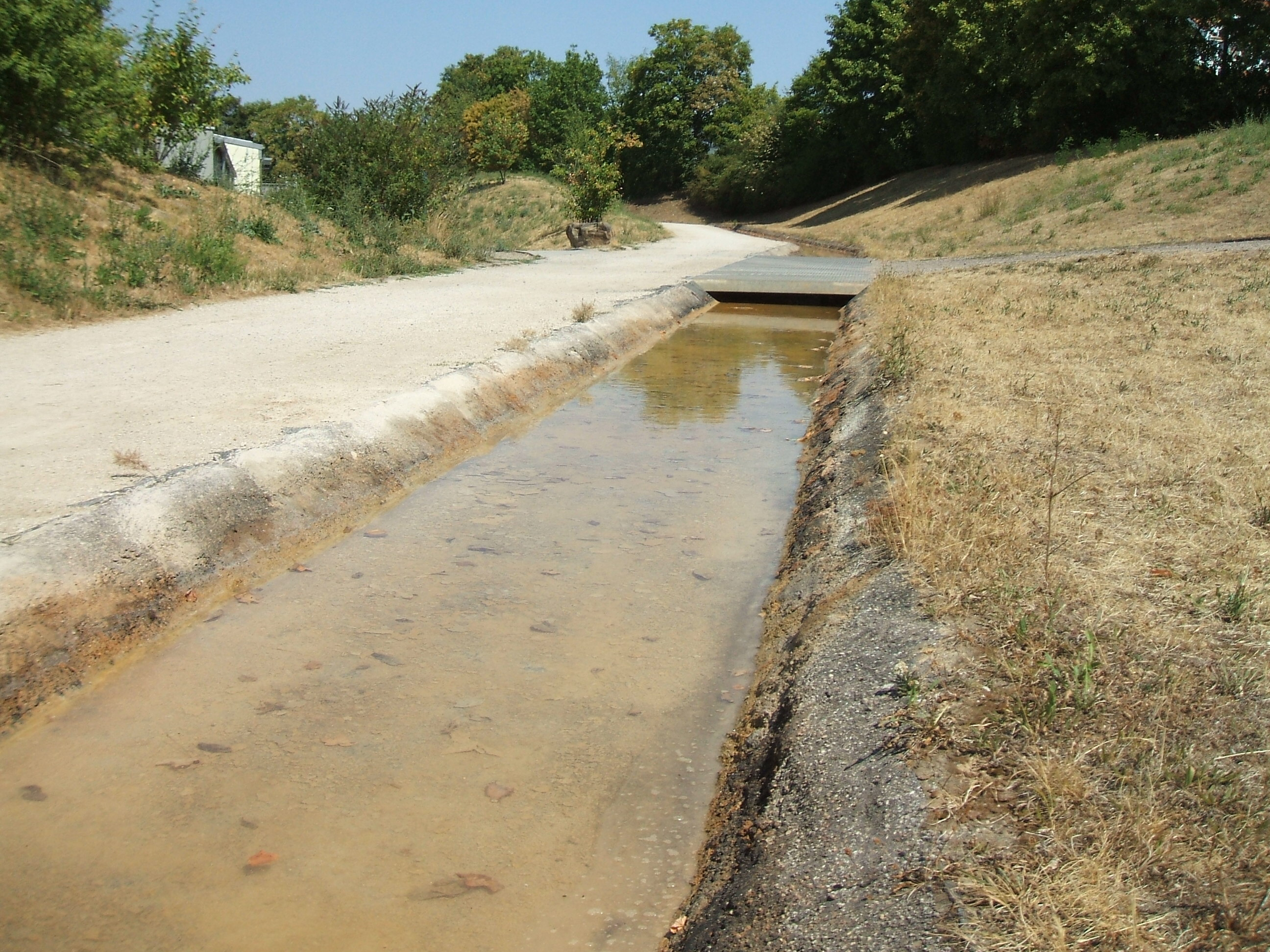
Der Solgraben kommt von Nordnordost (hinten) auf das Solebecken zu
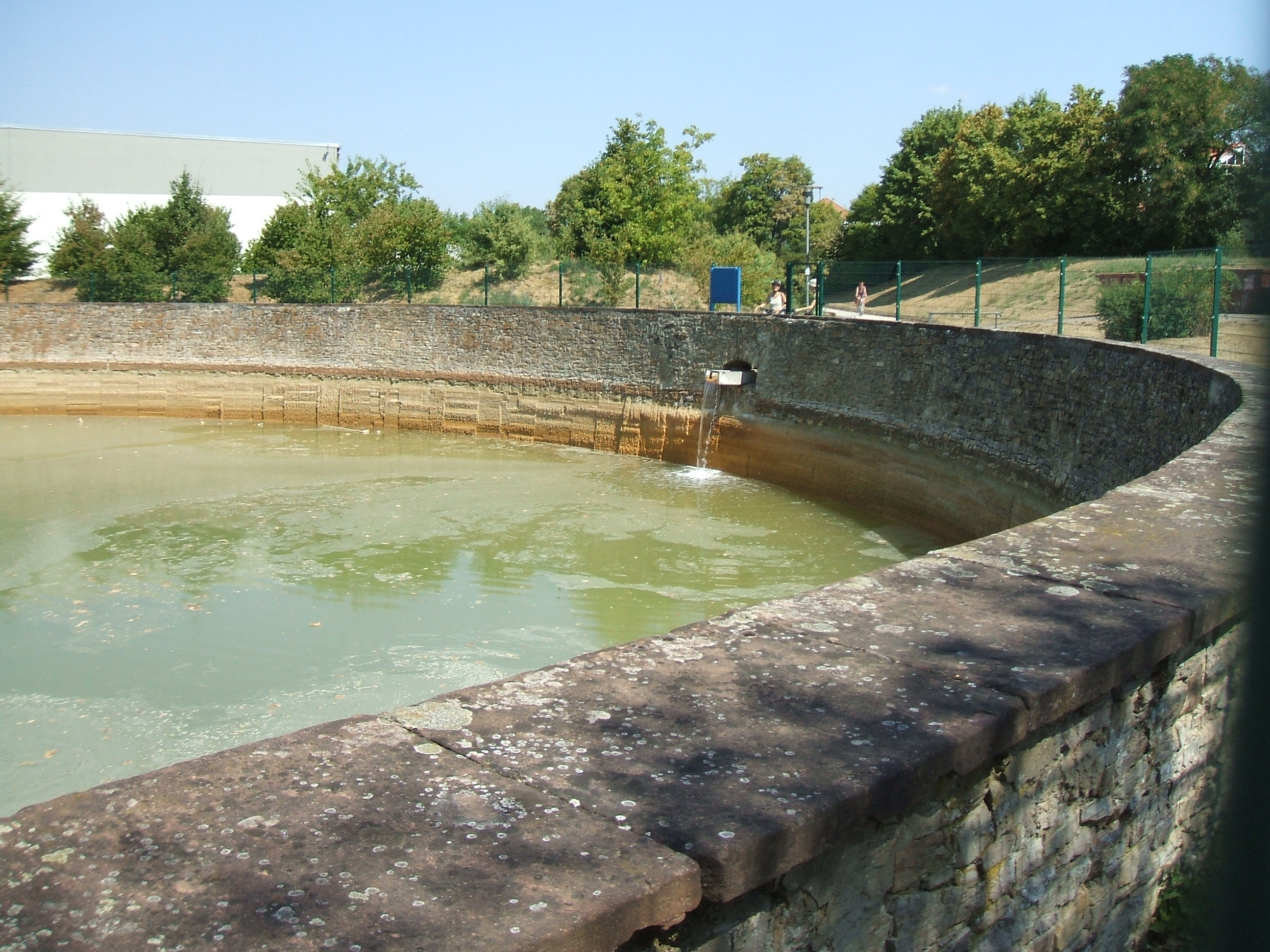
Mündung des Solgrabens ins Solebecken mit Meter tiefem Sturz ins Becken
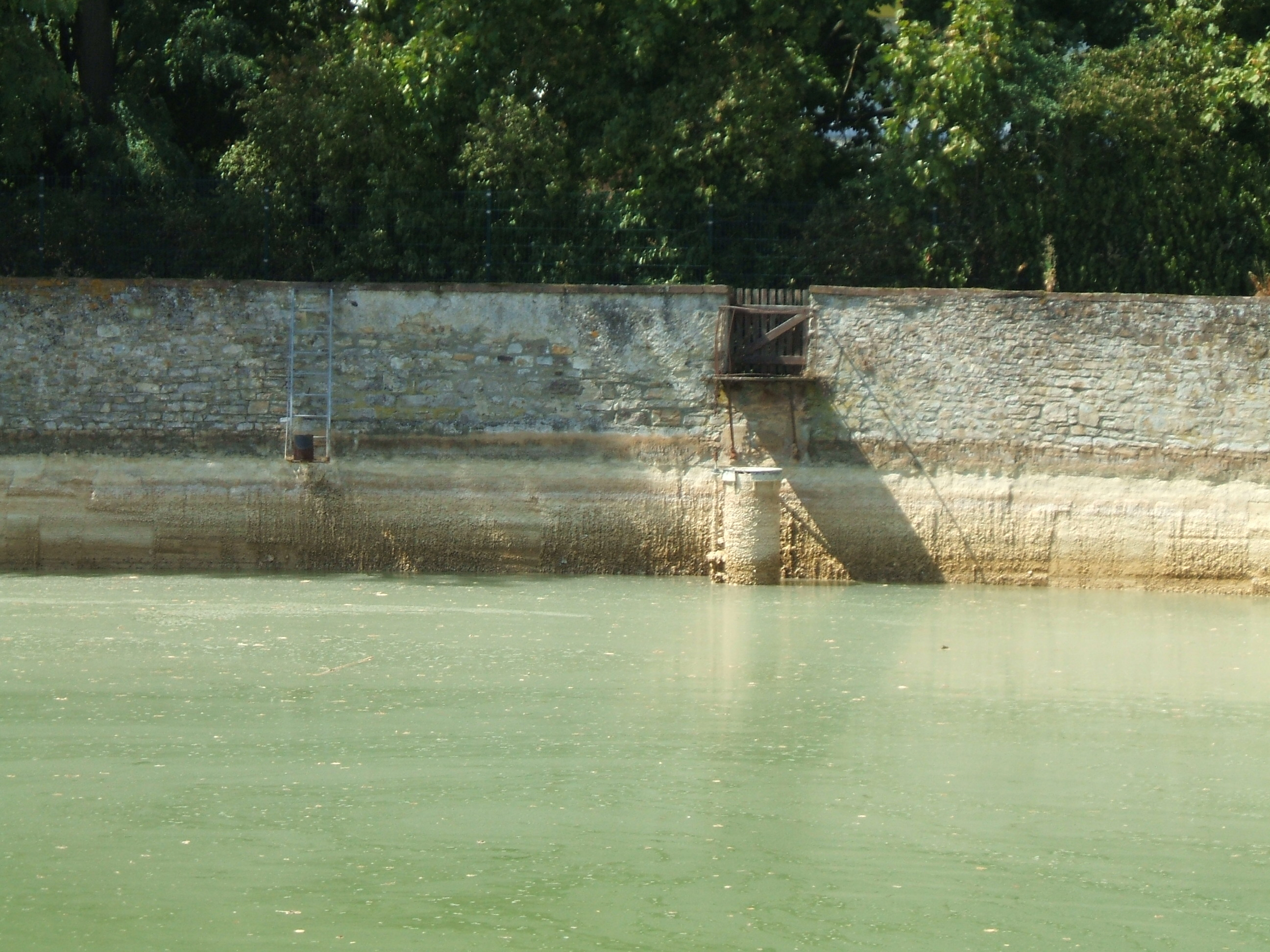
Der Überlauf verhindert, dass der Solgraben bei „vollem“ Solebecken die Sole in die Landschaft fließen lässt

## Charakter

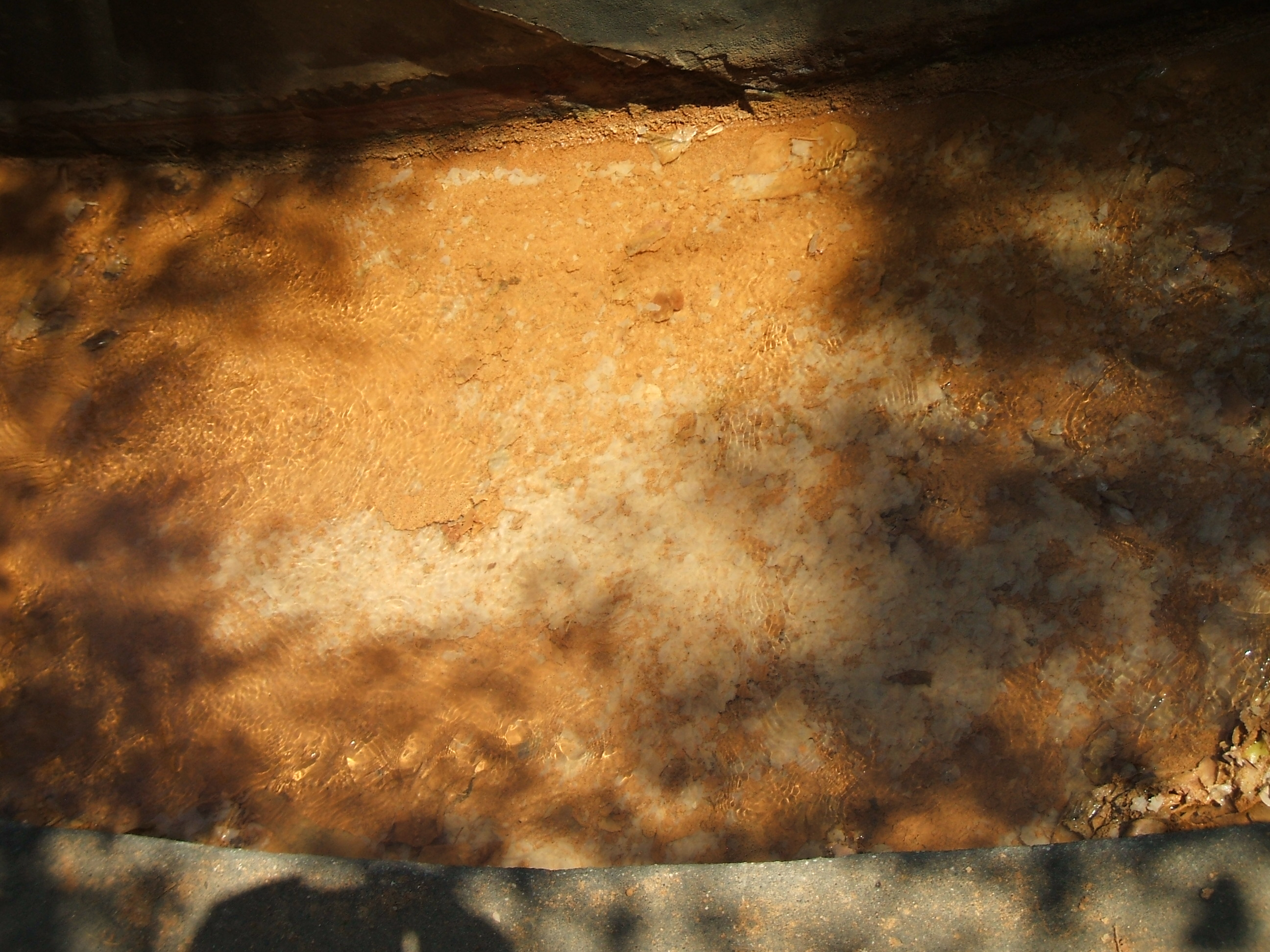
Alabaster

Der Bad Nauheimer Solgraben ist ein um 1845–1850 künstlich angelegter offener Kanal zur Befüllung des Solebeckens mit Sole und des Betriebs der daraus gespeisten Gradierwerke, die in Bad Nauheim Gradierbauten genannt werden. Die Sole entstammt Bohrungen, die in den 1840er Jahren im heutigen Sprudelhof nach einem leichten Erdbeben niedergebracht worden sind. Ein Teil dieser Sole wurde für den Kur- und Badebetrieb verwendet. Heute wird sie vom Sprudelhof in unterirdischen Leitungen zur „Quelle“ des Solgrabens geleitet. Sein anfangs warmes rostfarbenes Wasser ist sinnlich wahrnehmbar reich an Salz und eisenhaltig. Trotz der physikalischen und chemischen Verhältnisse existieren pflanzliches und bakterielles Leben in ihm, das eher farblose Biofilme ausbildet. Durch die kontinuierliche Änderung der physikalischen und chemischen Verhältnisse in der Sole fallen mit der Zeit gelöste Mineralien in Form von weißen schuppenartigen Flocken aus und sammeln sich stellenweise am Boden. Deshalb und weil der Solgraben gefallenes Laub aufnimmt, muss er immer wieder gereinigt (entschlammt) werden.
Der Solgraben und das Solebecken sind technische Einrichtungen des ehemaligen Nauheimer Salinenbetriebs. Sie haben keine Verbindung zur Usa, außer der, dass das Solebecken im Fall eines drohenden Überlaufs über einen unterirdischen Kanal zur Usa gegenüber dem Ludwigsbrunnen entwässert werden kann, um das unkontrollierte Ablaufen der vor dem Einlauf ins Becken aufgestauten Sole aus dem Graben abzuwenden. Das Solebecken kann nicht überlaufen, da sein Beckenrand höher liegt als die Mündungshöhe des Solgrabens.